# 迪斯特雷
迪斯特雷（法語：Distré，法語發音：[distʁe] ⓘ）是法国曼恩-卢瓦尔省的一个市镇，属于索米尔区。

## 地理
迪斯特雷（47°13'26"N, 0°6'42"W）面积14.72 平方千米，位于法国卢瓦尔河地区大区曼恩-卢瓦尔省，该省份为法国西部内陆省份，大致对应安茹地区，北起顺时针与马耶讷省、萨尔特省、安德尔-卢瓦尔省、维埃纳省、德塞夫勒省、旺代省、大西洋卢瓦尔省和伊勒-维莱讷省接壤。
与迪斯特雷接壤的市镇（或旧市镇、城区）包括：图埃河畔阿尔塔讷、勒库德赖马库阿尔、库尔尚、鲁-马尔松、索米尔、莱叙尔姆、瓦兰、贝勒维涅堡。

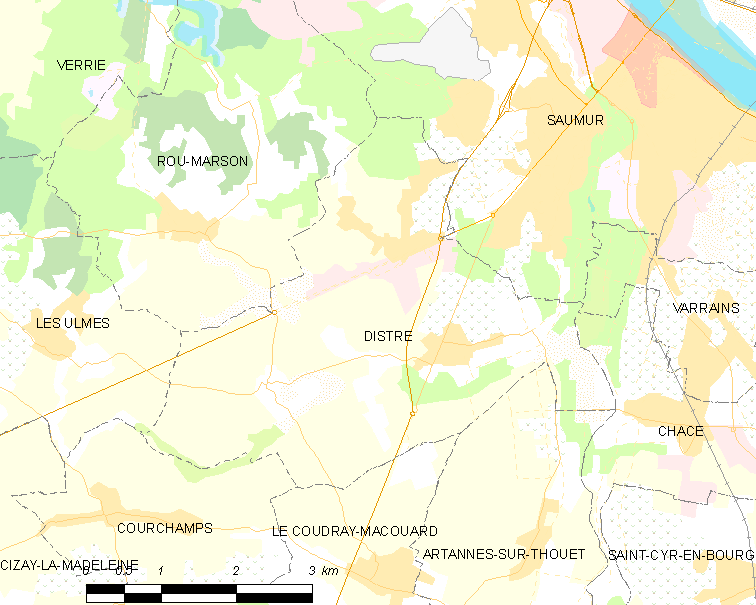
迪斯特雷的OSM定位图

迪斯特雷的时区为UTC+01:00、UTC+02:00（夏令时）。

## 行政
迪斯特雷的邮政编码为49400，INSEE市镇编码为49123。

## 政治
迪斯特雷所属的省级选区为索米尔县。

## 人口

1962-2008年间迪斯特雷人口变化图示

迪斯特雷于2022年1月1日时的人口数量为1812人。